# Vicia sepium
Vicia sepium là một loài thực vật thuộc Chi Đậu răng ngựa (Vicia).

## Hình ảnh

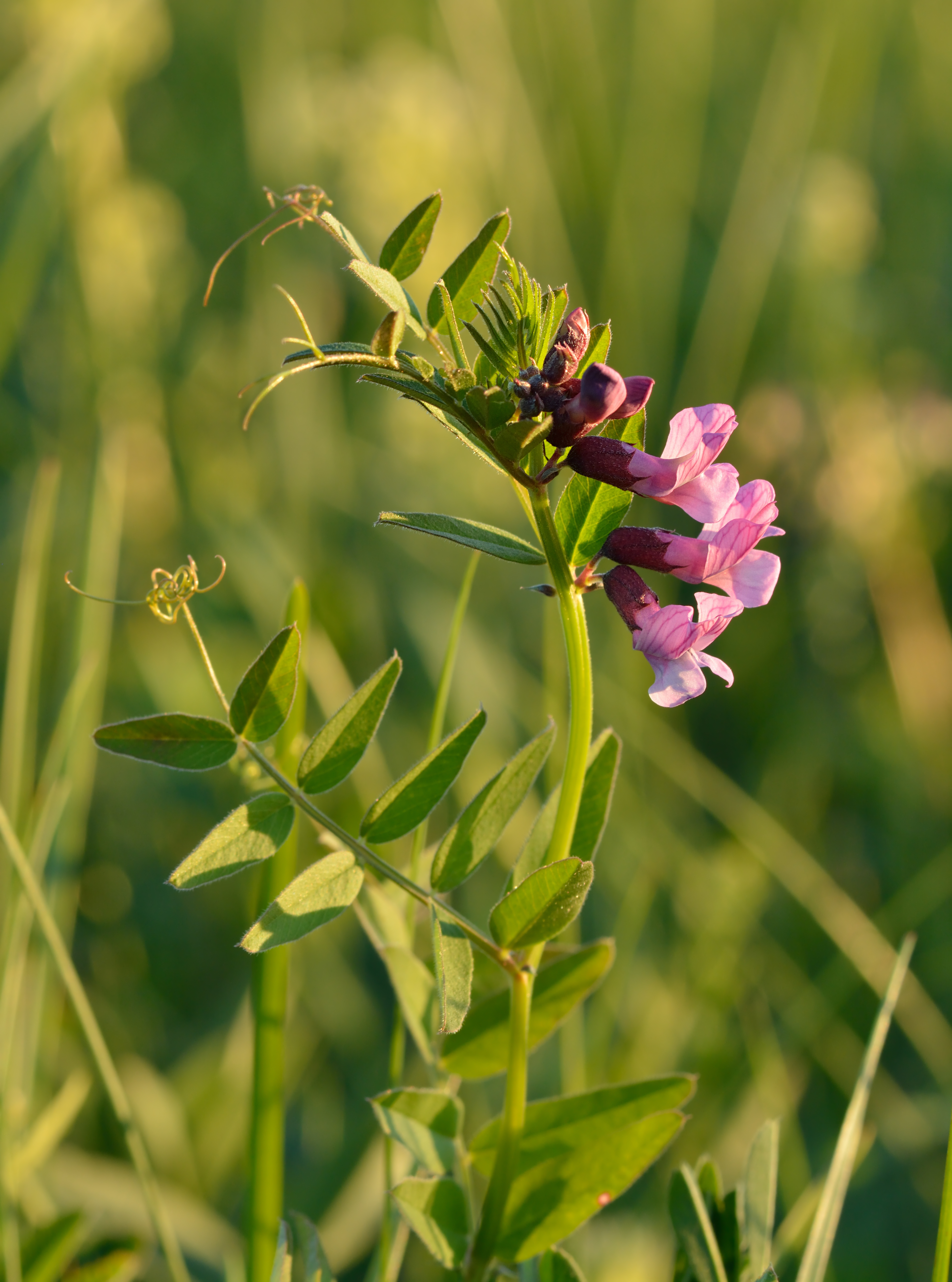
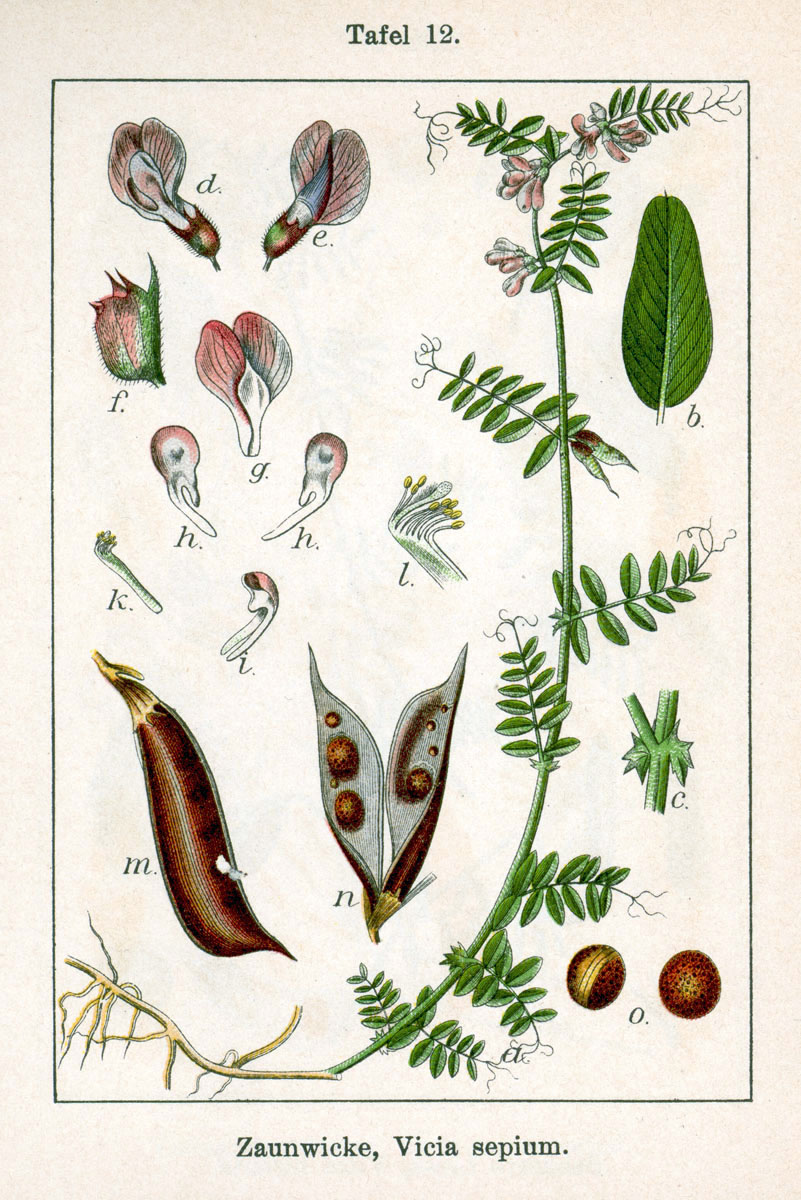
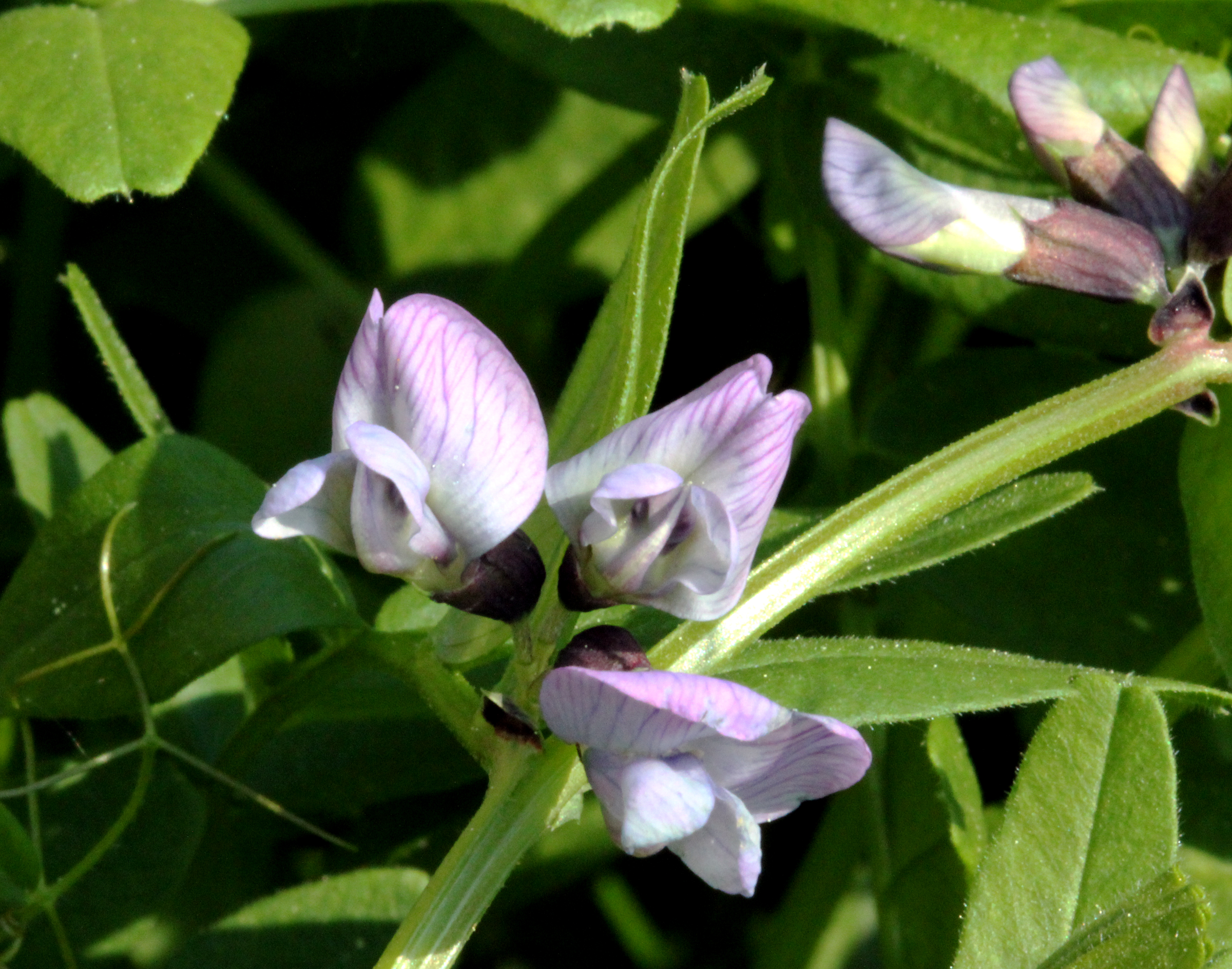
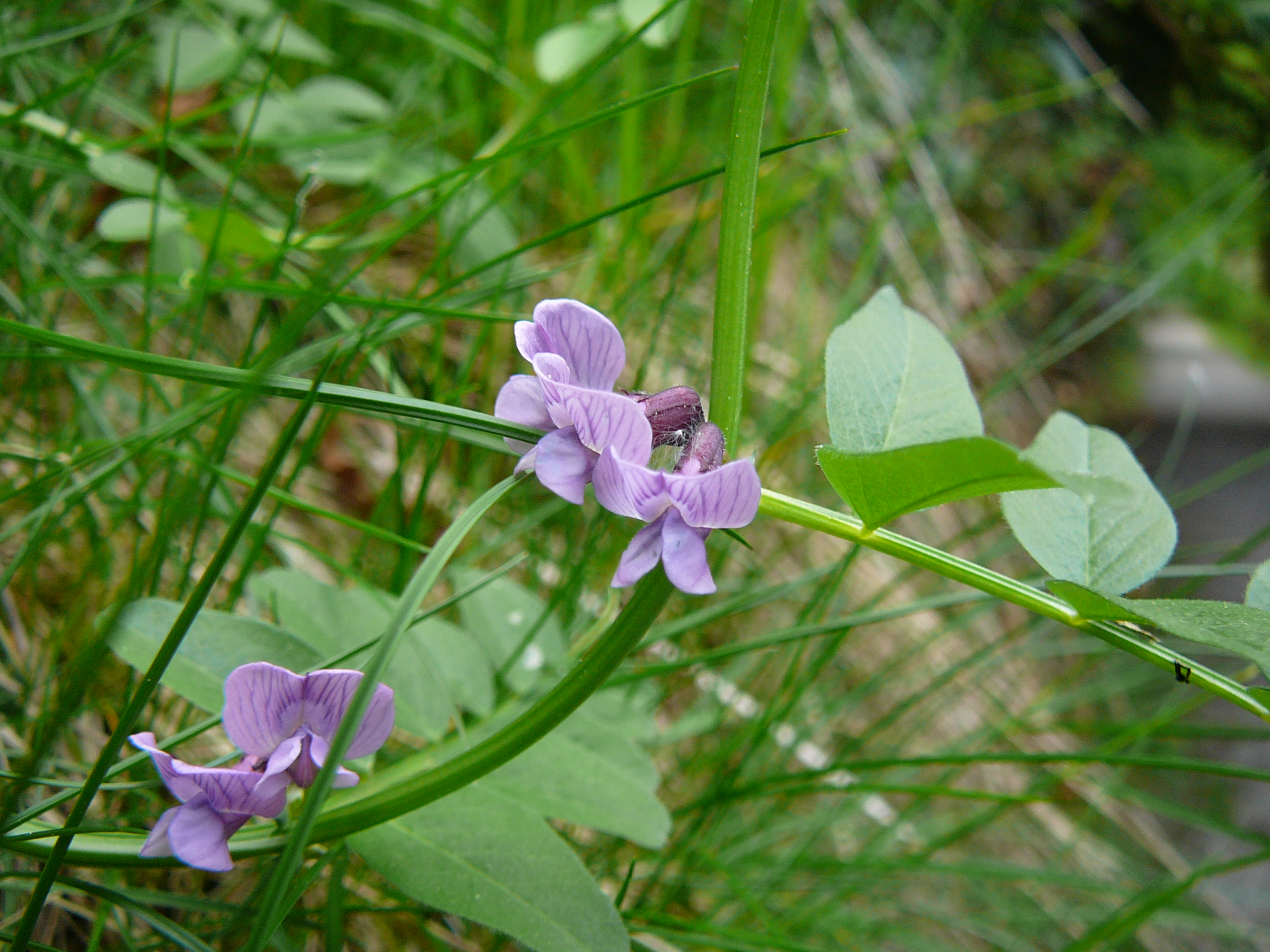